# Bethania
|  | Aquest article tracta sobre la població a l'estat de Carolina del Nord (EUA). Si cerqueu el corregiment al districte de Panamà, en l'àrea urbana de la Ciutat de Panamà, vegeu «Betania». |

Bethania és una localitat al comtat de Forsyth (Carolina del Nord, EUA). En el cens del 2000 tenia 354 habitants.

## Demografia
Segons el cens del 2000, Bethania tenia 354 habitants, 139 habitatges i 111 famílies. La densitat de població era de 189,8 habitants per km².
Dels 139 habitatges en un 32,4% hi vivien nens de menys de 18 anys, en un 69,8% hi vivien parelles casades, en un 8,6% dones solteres, i en un 20,1% no eren unitats familiars. En el 15,8% dels habitatges hi vivien persones soles el 5% de les quals corresponia a persones de 65 anys o més que vivien soles. El nombre mitjà de persones vivint en cada habitatge era de 2,55 i el nombre mitjà de persones que vivien en cada família era de 2,84.
Per edats la població es repartia de la següent manera: un 23,4% tenia menys de 18 anys, un 3,4% entre 18 i 24, un 29,4% entre 25 i 44, un 29,9% de 45 a 60 i un 13,8% 65 anys o més.
L'edat mediana era de 42 anys. Per cada 100 dones de 18 o més anys hi havia 96,4 homes.
La renda mediana per habitatge era de 51.875 $ i la renda mediana per família de 55.357 $. Els homes tenien una renda mediana de 45.500 $ mentre que les dones 27.813 $. La renda per capita de la població era de 25.702 $. Entorn del 7,3% de les famílies i el 8,3% de la població estaven per davall del llindar de pobresa.

## Poblacions properes
El següent diagrama mostra les poblacions més properes.